# Manilla Road
Manilla Road – amerykański zespół tworzący heavy/epic metal. Został założony przez Marka Sheltona w 1977 w Wichita. W 1992 doszło do rozwiązania grupy. W 1994 Shelton reaktywował zespół w nowym składzie. Zespół został rozwiązany po śmierci Marka Sheltona w 2018 roku. Pozostali członkowie założyli w 2019 roku zespół Sentry.

## Historia zespołu

### Początki (1977 - 1982)
Zespół powstał w 1977 roku, w czasie gdy Mark Shelton uczęszczał na studia antropologiczne. Pierwszy skład zespołu stanowili współlokatorzy Mark Shelton jako gitarzysta i wokalista, Ben Munkirs jako perkusista, Scott Park jako basista oraz jego brat Robert Park jako drugi gitarzysta. Nazwa zespołu powstała podczas wspólnego seansu Latającego Cyrku Monthy Pythona w kuchni, przy spożyciu alkoholu i marihuany przez Sheltona i Munkirsa. Człon Manilla został zainspirowany chęcią posiadania koloru w nazwie tak jak inne zespoły, dopisek Road oznaczał nadzieję, że nowy zespół doprowadzi gdzieś ich członków. Początkowo grupa wykonywała muzykę w obrębach gatunków space rock, hard rock oraz rock progresywny, inspirując się takimi zespołami jak Rush czy Hawkwind. Grupa we wczesnych latach wykonywała utwory Jimiego Hendrixa. W 1978 roku z zespołu odszedł Ben Munkirs, a w 1979 zastąpił go Myles Sipe, w tym samym roku powstało nagranie demo Underground. Po nagraniu dema następuje kolejna zmiana perkusisty, nowym członkiem zostaje Rick Fisher, odchodzi również Robert Park. W tym składzie zespół nagrywa swój pierwszy album Invasion, podczas promocji nowego nagrania zespół bierze również udział w audycji radiowej w studiu After Midnight w Wichita, gdzie nie prezentuje materiału z albumu, lecz kompletnie inny zestaw utworów. Utwory te premię będą miały dopiero w 2009 roku, gdy ukarzą się nagrania z owej audycji pod tytułem After Midnight Live. Mimo promocji od strony zespołu, żaden wydawca nie chce przyjąć Manilla Road, zespół więc zakłada własne wydawnictwo Roadster Records, gdzie w 1980 roku premierę ma Invasion, na albumie pojawia się utwór The Empire, który zwiastuje specyficzny styl zespołu, jaki rozwinie się w przyszłości. 
Około 1981 roku, w wieku 15 lat Bryan Patrick zostaje roadie zespołu, w tym też roku nagrany zostaje album Dreams of Eschaton, który nie zostaje jednak oficjalnie wydany, w 1999 pojawił się bootleg, aż do 2002 roku pod nazwą Mark of the Beast, gdyż Shelton uznał, iż album nie reprezentował poprawnie brzmienia zespołu na żywo. Album został wydany pod naciskiem wydawcy Monster Records, który zaimponował Sheltonowi wieloletnią determinacją pytając się o album. Na liście utworów znalazły się również utwory pierwotnie nie należące do albumu, lecz nagrane jako demo niedługo po ukończeniu nagrań. Są to Time Trap, Venusian Sea oraz Aftershock. Nagrania nie miały również nigdy oficjalnego miksowania. Na albumie słychać pierwsze kroki zespołu w kierunku metalowych brzmień. W 2016 roku album zostaje ponownie wydany pod oryginalnym tytułem oraz drugą płytą zawierającą demo Underground oraz After Midnight Live. 
W 1982 roku wydany zostaje album Metal, który kontynuuje zmierzanie zespołu do cięższych brzmień. Na albumie pojawiły się utwory Queen of the Black Coast oraz Cage of Mirrors, które poprzez tematykę fantasy wyznaczą kierunek na przyszłą karierę zespołu.

### Złota era (1983 - 1992)
W 1983 roku Manilla Road osiąga pierwszy sukces, wchodząc we współprace z Shrapnel Records. Zespół tworzy utwór Flaming Metal System specjalnie dla składanki U.S. Metal Volume III, utwór staje się największym przebojem kompilacji. Obie strony zgadzają się na dalszą współpracę obejmującą nowy album grupy. Finalnie jednak współpraca zostaje zerwana, gdyż Shrapnel Records nie jest zadowolone z nowego materiału, który w ich mniemaniu nie przypominał wystarczająco Flaming Metal System. Zespół jest zmuszony ponownie wydać nowy album we własnym nakładzie. W 1983 premierę ma Crystal Logic, najbardziej znane dokonanie w historii zespołu, ich pierwsza w pełni heavy metalowa płyta. Album porusza między innymi tematykę Legend Arturiańskich oraz zawiera największe przeboje zespołu takie jak: Necropolis, Crystal Logic, a w późniejszych wydaniach CD jako bonus Flaming Metal System. Utwór Feeling Free Again został nagrany za sugestią poprzedniego wydawcy, w celu wystąpienia w radiu, finalnie utwór nie dostał audycji. Mimo wszystko nowe nagranie okazało się sukcesem i poskutkowało zainteresowaniem francuskiego wydawcy Black Dragon Records. Po wydaniu albumu odchodzi Rick Fisher, powodem rozstania jest kierunek rozwoju, w jakim zmierza zespół, na miejsce perkusisty wstępuje Randy "Thrasher" Foxe, został polecony przez właściciela sklepu muzycznego. Pseudonim Thrasher nie wziął się od thrash metalu, Foxe z powodu intensywności swojej gry miał tendencję do niszczenia swojego sprzętu. Odbiło się to również pozytywnie na intensywności brzmienia całego zespołu. Podczas sesji nagraniowej do następnego albumu, Mark Shelton dostał infekcji gardła, co według niego negatywnie odbiło się na nagraniach wokalu. Pod koniec 1984 roku wydany zostaje album Open the Gates, choć na okładce widniał rok 1985, stało się tak dlatego, iż wydawca uznał koniec roku za niefortunną datę i liczył na lepszą sprzedaż, jeśli album zostanie reklamowany jako noworoczny twór. Album został wydany na dwóch płytach gramofonowych, LP i single, ponieważ nie udało się zmieścić całego materiału na jednym nośniku. Album oczywiście w dalszym ciągu rozwija styl w kierunku coraz większej intensywności, tu też rozwiną się w pełni charakterystyczny styl zespołu. 
W 1986 roku wydany zostaje album The Deluge, Mark Shelton uznał ten album za swój najlepszy. Nagranie charakteryzuje się większą złożonością utworów oraz coraz większymi wpływami thrash metalu. W 1987 roku Manilla Road osiąga nowy poziom intensywności, spowodowane to było zdrową rywalizacją wewnątrz zespołu, Mark Shelton oraz Randy Foxe byli ciekawi, który z niech potrafi zagrać szybciej na swoim instrumencie. Wynikiem tego był album Mystification, który wykonany został w stylu thrash metalowym, wciąż jednak utrzymując specyficzny styl atmosfery Manilla Road. Tematyka tekstowa inspirowana była horrorem gotyckim, w tym między innymi twórczością Edgara Allan Poe. Pierwotnie w okresie swojej premiery album nie osiągnął dobrego wyniku sprzedażowego, jednak po latach został doceniony i uznany za jeden z najlepszych przez fanów. W okolicach premiery płyty Mystification, Black Dragon Records wpada w problemy finansowe, zostawiając zespół z kłopotami wizerunkowymi. Manilla Road przechodzi wówczas pod skrzydła Leviathan Records, założonego przez Davida T. Chastaina. 
Pod nowym wydawcą w 1988 roku wydany zostaje album Out of the Abyss, najbardziej agresywne dokonanie grupy. To pierwsze nagranie, gdzie Mark Shelton wykorzystuje w repertuarze wokalnym falset, zdolość śpiewania falsetem nabył po kuracji wokalnej. Album często mierzy się z krytyką w postaci odrzucenia fantastycznej atmosfery. Pierwotnie wśród utworów miał się znaleźć Book of Skelos, jednak utwór ten nie przypadł Davidowi Chastainowi do gustu i odmówił dodania go na album. W 2018 roku album został ponownie wydany w wersji 2CD, gdzie umieszczony został wcześniej odrzucony utwór oraz oryginalne zaginione miksowanie płyty. W 1990 roku wydany zostaje wydany album Court of Chaos, w Europie ponownie przez Black Dragom Records, w Ameryce Północnej przed Leviathan Records, lecz z powodów renomy europejskiego wydawcy, album nie ukazuje się pod szyldem Manilla Road, lecz zostaje wydany pod imieniem Mark Shelton. Nagranie to powraca do brzmieniowych korzeni złotej ery, hamując wpływy thrash metalu, warstwa tekstowa nawiązuje tym razem do twórczości H.P. Lovecrafta. Na nagraniach wykorzystany został automat perkusyjny. Wśród utworów pojawia się, zasugerowany przez Randy'ego Foxe cover D.O.A zespołu Bloodrock, którego członkowie pierwotnie zachwyceni pomysłem umieszczenia ich utworu na cudzej płycie, stracili entuzjazm po usłyszeniu finalnego efektu, gdyż Manilla Road kładło nacisk na ciężkie gitary. Był to jedyny utwór, na którego cover zgodzili się wszyscy trzej członkowie zespołu. Jako, że na utwór D.O.A był nałożony zakaz audycji radiowych USA, Mark Shelton miał nadzieję, że z jego wersją stanie się podobnie, licząc w ten sposób na bezpłatną reklamę. Utwór The Prophecy został zakazany w Korei Południowej. W wersji CD albumu został umieszczony utwór Book of Skelos. W trakcie nagrywania albumu pojawiły się problemy wewnątrz zespołu, Scott Park przejawiał skłonności do zażywania narkotyków, co było nie do przyjęcia dla Randy'ego Foxe, cały album został nagrany bez przebywania Parka i Foxe w jednym pomieszczeniu jednocześnie. Konflikty finalnie doprowadziły do pierwszego rozłamu grupy w 1992 roku.

### Odrodzenie (1994 -2002)
Grupa ponownie uformowała się w 1994 roku w składzie Mark Shelton (gitara i wokal), Randy Foxe (perkusja) oraz Harvey "The Crow" Patrick (bas), brat Bryana. Grupa przed dłuższy czas nie nagrywa nowej muzyki z powodu skupienia się na życiu prywatnym, odbywają się jednak koncerty Manilla Road w Wichita, a muzycy w tym czasie komponują utwory, które w późniejszym czasie złożą się na album Spiral Castle. Zespół po kilku latach ponownej działalności zespół zastyga, z zespołu odchodzi Harvey Patrick. W 1999 roku Bryan Patrick widząc przygnębienie Sheltona, sugeruje nagranie nowego albumu. Nowa muzyka powstaje pierwotnie pod szyldem The Shark Project. W 2000 roku zespół zaproszony zostaje do wystąpienia w festiwalu Bang Your Head w Niemczech, to pierwszy koncert grupy w Europie. Z zespołu odchodzi Randy Foxe, z powodu skupienia się na karierze zawodowej. Na festiwalu wystąpią nowi członkowie Mark Anderson (bas) oraz Scott Peters (perkusja). Koncert przynosi zespołowi nowe nadzieje i motywacje, grupa zostaje zaskoczona swoją popularnością za oceanem, po występie udaje się podpisać kontrakt z wytwórnią Iron Glory Records, wkrótce The Shark Project zostaje przekształcony w nowy album Manilla Road, Atlantis Rising, który swoją premierę ma w 2001 roku.
W roku 2002 premierę ma album Spiral Castle, Iron Glory Records usuwa jednak z płyty, bez uprzedzenia zespołu utwór Throne of Lies, jako powód podając brzmenie przypominające zespół Pantera, utwór ponownie trafia na płytę w reedycji z 2012 roku.

## Muzycy

### Ostatni skład
- Mark „The Shark” Shelton – gitara, śpiew
- Bryan „Hellroadie” Patrick – śpiew
- Phil Ross – bas
- Andreas "Neudi" Neuderth– instrumenty perkusyjne

### Byli muzycy
- Robert Park – gitara
- Scott „Scooter” Park – bas
- Andrew Coss śpiew – instrumenty klawiszowe
- Mark Anderson
- Harvey „The Crow” Patrick
- Ben Munkirs – instrumenty perkusyjne
- Myles Sipe – instrumenty perkusyjne
- Rick Fisher – instrumenty perkusyjne
- Randy „Thrasher” Foxe – instrumenty perkusyjne instrumenty klawiszowe, gitara
- Aaron Brown – instrumenty klawiszowe, śpiew
- Scott Peters – instrumenty klawiszowe
- Cory „Hardcore” Christner – instrumenty perkusyjne
- Vince Goleman – bas

## Dyskografia

### Albumy studyjne
- Invasion (1980)
- Metal (1982)
- Crystal Logic (1983)
- Open the Gates (1985)
- The Deluge (1986)
- Mystification (1987)
- Out of the Abyss (1988)
- The Courts of Chaos (1990)
- The Circus Maximus (1992)
- Atlantis Rising (2001)
- Spiral Castle (2002)
- Mark of the Beast (2002)
- Gates of Fire (2005)
- Voyager (2008)
- Playground Of The Damned (2011)
- Mysterium (2013)
- The Blessed Curse (2015)
- To Kill A King (2017)

### Dema
- Underground (1979)
- Dreams of Eschaton (1999)

### Albumy koncertowe
- Roadkill (1988)
- Live By The Sword- The Very Best of Manilla Road (1998)
- After Midnight Live (2009)

### Inne
- Clash of Iron Vol. I - Live at Keep it True Split (split z Brocas Helm) (2007)